# Филмски фестивал у Венецији
Фестивал филма у Венецији или МОСТРА (итал. Mostra Internazionale d'Arte Cinematografica) је један од најпрестижнијих фестивала филма на свету. Додељује се крајем августа или почетком септембра на италијанском острву Лидо најбољим филмовима, глумцима, глумицама, редитељима... Фестивал је као део Бијенала у Венецији установио гроф Ђузепе Волпи 1932. године. Од 1932. до 1942. године главна фестивалска награда Златни лав, носила је име Мусолини куп, по тадашњем италијанском премијеру Бениту Мусолинију.

## Награде

### Златни лав
Ова награда се редовно додељује најбољим филмовима.
Види списак добитника Златног лава.

### Сребрни лав
Ова награда се повремено додељује филмовима који су освојили друго место по гласовима жирија.
Види списак добитника Сребрног лава.

### Квир лав
Ова награда се додељује филмовима са ЛГБТ темама...
Види списак добитника Квир лава.

### Волпи пехар
Ова награда се додељује најбољим глумцима и глумицама.
Види списак добитника Волпи пехара.

### Golden Osella
Ова награда се додељује редитељима, сценаристима, костимографима...
Види списак добитника Golden Osella.